# Jon Gries
Jonathan Gries (/ɡraɪz/, sinh ngày 17 tháng 6 năm 1957) là nam diễn viên, đạo diễn và nhà văn người Mỹ. Ông được biết đến qua vai Uncle Rico trong Napoleon Dynamite, qua đó giành được một đề cử giải Tinh thần độc lập cho nam diễn viên phụ xuất sắc nhất và vai Roger Linus trong Lost. Một số phim khác mà ông tham gia có thể kể tới như Martin, The Pretender, The Monster Squad, Running Scared, Real Genius, Dream Corp LLC, Get Shorty và The White Lotus.

## Tiểu sử
Gries sinh ra tại Glendale, California, là con trai nhà sản xuất phim, nhà văn Tom Gries. Năm 11 tuổi, ông có phim điện ảnh đầu tay khi vào vai Horace Allen trong Will Penny, một tác phẩm do cha ông biên kịch và đạo diễn, có Charlton Heston thủ vai chính. Sau đó, ông vào các vai Lazlo Hollyfeld trong Real Genius (1985), Azzolini trong Rainbow Drive, Shawn McDermott trong sê-ri truyền hình Martin (1992–1994), Ronnie Wingate trong Get Shorty (1995), Harvey trong The Rundown và Uncle Rico in Napoleon Dynamite (2004).